# Phytomedizin
Die Phytomedizin ist die Wissenschaft von den Krankheiten und Beschädigungen der Pflanzen. Die Phytomedizin beschäftigt sich mit den Ursachen, Erscheinungsformen, dem Verlauf, der Verbreitung sowie von den Maßnahmen und Mitteln zur Gesunderhaltung von Pflanzen und der Regulierung der Schadursachen. Sie ist ein Teilgebiet der Agrarbiologie und des Gartenbaus.
Die Begrifflichkeit und Teildisziplin entwickelte sich speziell im deutschsprachigen Raum und ist in anderen Sprach- und Kulturkreisen der Agrarwissenschaft zugeordnet.

## Begriffsgeschichte
Der Begriff der „Phytomedizin“ geht auf die Mitglieder des „Verbandes Deutscher Pflanzenärzte“ (1928–1939), im Besonderen auf Otto Appel zurück. Der als „Organisator des deutschen Pflanzenschutzes“ bezeichnete Otto Appel suchte bereits frühzeitig das als „Phyto-Medizin“ bzw. „Pflanzen-Medizin“ terminologisch zusammenzufassen. So forderte er, dass die ausbildenden Fachleute „entsprechend den Human- und Veterinärmedizinern, die Phyto-Medizin“ vertreten müssen.
„Ebenso wie man zum kranken Menschen und zum kranken Tiere den Arzt ruft“, beschrieb Appel 1923 seine Auffassung, „muss es in Zukunft möglich werden, auch beim Auftreten von Pflanzenkrankheiten den Pflanzenarzt zu Rate zu ziehen, der in der Lage ist, die vorliegende Krankheit richtig zu beurteilen und der, soweit es sich um die wichtigsten und häufigsten Krankheiten handelt, auch die Anordnungen zu treffen vermag, die eine Heilung oder weitere Ausbreitung verhindern. Er muss … auch vorbeugend wirken, etwa so, wie es in der menschlichen Medizin durch Maßnahmen der Hygiene erfolgt“.
Von dieser Annahme ausgehend entwickelte Appel das Konzept der Phytomedizin während seiner langjährigen Tätigkeit als Direktor der „Biologischen Reichsanstalt für Land- und Forstwirtschaft“ und ist bis heute stark mit dem Begriff verbunden. Der Begriff „Phytomedizin“ wird erkenntnistheoretisch als Einheit von Phytopathologie und Pflanzenschutz bzw. der diese konstituierenden Teildisziplinen gedacht. Als deren „vereinende Wissenschaft“. trägt die Phytomedizin in wissenschaftstheoretischer Hinsicht in vergleichbarer Weise wie die Termini „Humanmedizin“ und „Veterinärmedizin“ dem Spezifikum einer angewandten Wissenschaft Rechnung. Das Spezifikum besteht in der untrennbaren Einheit von Forschungsergebnis und Praxis.
Die Prägung des Begriffes „Phytomedizin“ war eine Folge der „Ausdifferenzierung“ des „Fachgebietes Phytopathologie und Pflanzenschutz“, d. h. der Aufspaltung in viele Teildisziplinen seit dem Ende des 19. Jahrhunderts. Im Ergebnis dessen verlor das Moment der für angewandte Wissenschaften notwendigen spezifischen Einheit von Theorie und Praxis zunächst immer mehr an Bedeutung. Diese Entwicklung ließ die „Forderung nach Zusammenfassung und Neuordnung unter einem wissenschaftlichen Leitgedanken laut werden“. Der Forderung kamen Wissenschaftler der Biologischen Reichsanstalt nach, wie z. B. 1919 der Entomologe und Begründer des Vorratsschutzes Fr. Zacher, 1923 O. Appel und 1937 der Phytopathologe H. Braun. Das historische Verdienst der Genannten besteht darin, die wissenschaftstheoretische Notwendigkeit der Zusammenführung der differenzierten Gebiete „Phytopathologie“ und „Pflanzenschutz“ als eine unabdingbare Grundlage für die weitere Entwicklung ihres Fachgebietes begriffen und zu deren Lösung beigetragen zu haben. Die Prägung des Begriffs „Phytomedizin“ war deshalb Ausdruck eines inzwischen erreichten hohen Reifegrades der Phytopathologie. Die Diskussion um das interdisziplinäre Fachgebiet Phytomedizin ist bis heute in ständigem Fluss. Die berufsständische Vertretung der vormals als „Pflanzenärzte“ und derzeit als „Phytomediziner“ bezeichneten Wissenschaftler übernimmt seit über 90 Jahren die Deutsche Phytomedizinische Gesellschaft e. V.

## Entwicklung
Zahlreiche wissenschaftliche Disziplinen trugen ihren Anteil zur Entwicklung bei. Wesentliche Grundlagenfächer sind Fächer wie die Botanik, Zoologie, Mikrobiologie, Ökologie und Bodenkunde, deren Lehrinhalt in die Phytomedizin eingehen. Um sie herum gruppieren sich agrarwissenschaftliche Disziplinen, die im Rahmen phytomedizinischer Arbeit besonderes Gewicht erlangt haben und für die vonseiten der Phytomedizin vielfältige eigene Beiträge geleistet werden. An speziellen Schaderregergruppen orientierte Fachgebiete ergänzen das Spektrum der Kernkompetenzen der Phytomedizin, so z. B. die Landwirtschaftliche Entomologie (befasst sich mit tierischen Schaderregern, insbesondere Insekten und Spinnen sowie deren Gegenspielern, von denen einige auch im biologischen Pflanzenschutz eine Rolle spielen). Zur Phytopathologie zählen die Landwirtschaftliche Mykologie (pilzliche Schaderreger als Ursache von Pflanzenkrankheiten), die Landwirtschaftliche Bakteriologie (bakterielle Schaderregern), die Landwirtschaftliche Virologie (Viren als Schaderregern an Pflanzen), die Landwirtschaftliche Nematologie (Fadenwürmer als Schaderreger), die Landwirtschaftliche Malakologie (Schnecken als Schaderrerger), die Landwirtschaftliche Wirbeltierkunde (Nagetiere als Schaderreger) oder die Landwirtschaftliche Herbologie (Unkräutern (Ackerwildpflanzen) als Konkurrenten der Kulturpflanzen).
Die ätiologische, ursachenorientierte Arbeit führte einerseits zu einem starken Anwachsen der Kenntnisse über die vielfältigen Schadursachen, andererseits blieben manchen Beziehungen zur Schadensentwicklung unter Produktionsbedingungen ungeklärt. Dabei ist es für die Phytomedizin besonders wichtig geworden, mehrere Erregergruppen zu untersuchen und nichtparasitäre Schadursachen zu berücksichtigen.
Die Bedeutung der Phytomedizin für die Ernährungssicherheit oder die Sicherung nachwachsender Rohstoffe hat sich im Laufe von 100 Jahren verändert. Ihre wissenschaftlichen Ergebnisse und praktischen Empfehlungen haben vielfältige Rückwirkungen auf Produktion, Verarbeitung und Verbrauch von Pflanzen. 
In neuerer Zeit hat das Thema integrierter Pflanzenschutz, das sich ab Anfang der 1980er Jahre durchsetzte, zunehmende Bedeutung bekommen und auch hinsichtlich der Bedeutung von Unkraut hat sich ein Begriffswandel vollzogen.
Die Kernkompetenzen der Phytomedizin sind eingebunden in interdisziplinäre und transdisziplinäre Interaktionsfelder, die sowohl die ökonomischen als auch die ökologischen und sozialen Belange des Pflanzenbaus (Verbraucherschutz, Arbeitsschutz, Umweltschutz, Produktqualität) einbeziehen und damit die nachhaltige Entwicklung von Pflanzenbausystemen im Sinne gesteigerter Produktionsqualität im sozioökonomischen und landschaftsökologischen Kontext mit Unterstützung von Kommunikation und Beratung vorantreiben.

## Forschungsthemen

### Kulturpflanzen
- Ackerbau
- Gartenbau
- Sonderkulturen
- Forst

Zu den Krankheitsursachen und Schaderreger an Nutzpflanzen gehören:
- Abiotische Schadursachen (z. B. Baumbeschädigungen)
- Viren
- Mykoplasmen und Mykoplasmen-ähnliche Organismen
- Bakterien
- Pilze und Neomyceten
- Algen
- Parasitische Blütenpflanzen
- Unkräuter
- Nematoda
- Gastropoda
- Arthropoda
- Vertebrata

### Pflanzenkrankheiten
Krankheitsentwicklung und Befallsverlauf werden unter folgenden Aspekten beschrieben:
- Charakteristik von Infektion und Schädlingsbefall,
- Einfluss von Umweltfaktoren auf Schaderreger,
- Auswirkungen des Befalls auf den Wirt,
- Abwehrmechanismen der Pflanze.

Für die Beschreibung von Krankheiten und Beschädigungen an Nutzpflanzen sind wichtig:
- Symptomatologie,
- Auftreten im Laufe der Pflanzenentwicklung.

### Schadorganismen
Dieser Bereich befasst sich mit der Populationsökologie der Schadorganismen. Sie erfasst Struktur und Dynamik von Populationen, ihre altersmäßige Zusammensetzung, ihr Wachstum und ihre Entwicklung unter dem Einfluss der biotischen und abiotischen Einflussgrößen des Ökosystems. Die Mitberücksichtigung genetischer Aspekte erfolgt in der Inselbiogeographie.
Für die Regulierung von Schadorganismen sind von besonderer Bedeutung die
- Populationsdynamik,
- Dispersionsdynamik,
- Annidation und ökologische Verdrängung,
- Ökologische Isolation und Typenbildung,
- Freisetzung von Organismen.

### Pflanzenschutz
- Maßnahmen gegen sogenannte Quarantäneschaderreger
- Kulturmaßnahmen (beispielsweise kann es aus phytomedizinischen Gründen sinnvoll sein, sich für eine Defizitbewässerung auszusprechen)
- Physikalische Maßnahmen
- Biotechnische Maßnahmen
- Biologische Maßnahmen
- Chemische Maßnahmen
- Integration von Pflanzenschutzmaßnahmen